# هاري فورد (ممثل)
هاري فورد (بالإنجليزية: Harry Ford)‏ (مواليد 22 ديسمبر 1987) هو ممثل أمريكي. لعب دور البطولة في الدراما الطبيةCBS Code black كطبيب مقيم في السنة الثالثة الدكتور أنجوس لايتون.

## الحياة والوظيفة
وُلِد فورد في هاريسون ميلر فورد عام 1987 في مدينة ديرسبرج بولاية تينيسي. بدأ حياته المهنية في التمثيل في المدرسة الإعدادية  والتحق بالمدرسة الثانوية في مدرسة جامعة ممفيس في ممفيس. حصل على درجة البكالوريوس في الفنون الجميلة في المسرح مع التركيز على التمثيل من كلية ميدوز للفنون في جامعة ساذرن ميثوديست  ، ودرجة الماجستير في الفنون الجميلة في التمثيل من كلية تيش للفنون بجامعة نيويورك. حاليًا ، يقيم فورد في لوس أنجلوس ومدينة نيويورك.

## أعماله
| العام     | العنوان           | الدور          | ملاحظات     |
| --------- | ----------------- | -------------- | ----------- |
| 2009      | Skiptracers       | J.D. Trawick   | بورتر هاريس |
| 2015      | Louder Than Bombs | Ralph          | فيلم        |
| 2015–2018 | Code Black        | Angus Leighton | دور مساعد   |

## وصلات خارجية
هاري فورد (ممثل) على موقع IMDb (الإنجليزية)
- هاري فورد (ممثل) على موقع قاعدة بيانات الفيلم (الإنجليزية)